# Drop!
Drop! er debutalbummet fra den danske house-DJ Morten Breum, der udkom den 24. august 2009.

## Trackliste
| #   | Titel                                                             | Længde |
| --- | ----------------------------------------------------------------- | ------ |
| 1.  | "Drop!"                                                           | 6:03   |
| 2.  | "Domestic" (feat. Nik & Jay)                                      | 4:37   |
| 3.  | "Blackbird Down"                                                  | 6:59   |
| 4.  | "Easy Your Mind" (feat. J.O.)                                     | 6:37   |
| 5.  | "Leeches"                                                         | 4:50   |
| 6.  | "Che Fumi?" (feat. Giovanni Gambino)                              | 5:48   |
| 7.  | "Hamra"                                                           | 5:10   |
| 8.  | "I Like It" (feat. Camille Jones)                                 | 6:36   |
| 9.  | "XxX" (Rune RK & Morten Breum)                                    | 5:01   |
| 10. | "Heads Up!"                                                       | 4:13   |
| 11. | "Cover Your Eyes"                                                 | 5:04   |
| 12. | "On It!"                                                          | 6:58   |
| 13. | "Moist"                                                           | 3:33   |
| 14. | "Højere vildere (Skru op for den bitch)" (Rune RK & Morten Breum) | 3:41   |

## Credits
- Alle sange er skrevet, produceret og arrangeret af Klaus Christensen og Morten Breum undtagen:
- Track 2: Skrevet og arrangeret af Morten Breum og Nik & Jay for Nexus Music. Vokaler af Nik & Jay for Nexus Music
- Track 8: Tekst og vokal af Camille Jones
- Track 9, 14: Produceret og mixet af Rune RK for ArtiFarti
- Track 14: Vokaler af Nik & Jay for Nexus Music
- Mixet og masteret af Michael Parsberg i WhiteHouseStudio